# بیمارستان بولووکا

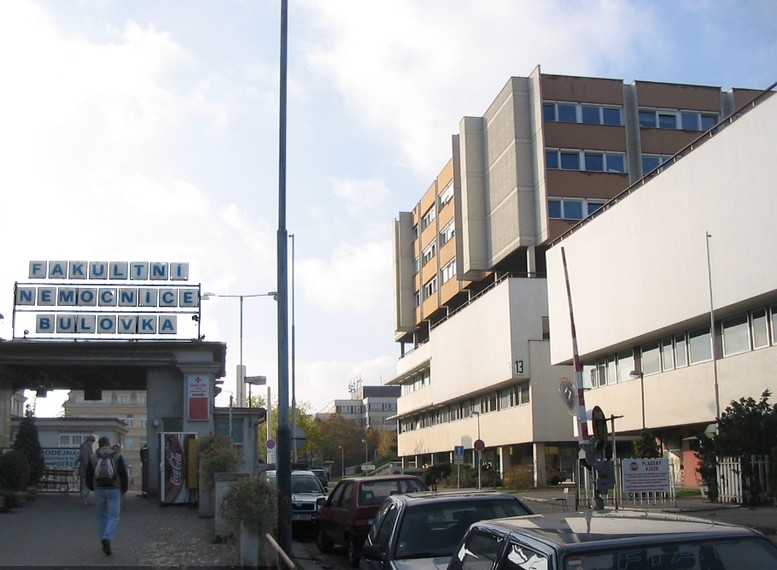
ورودی اصلی پردیس بیمارستان بولووکا

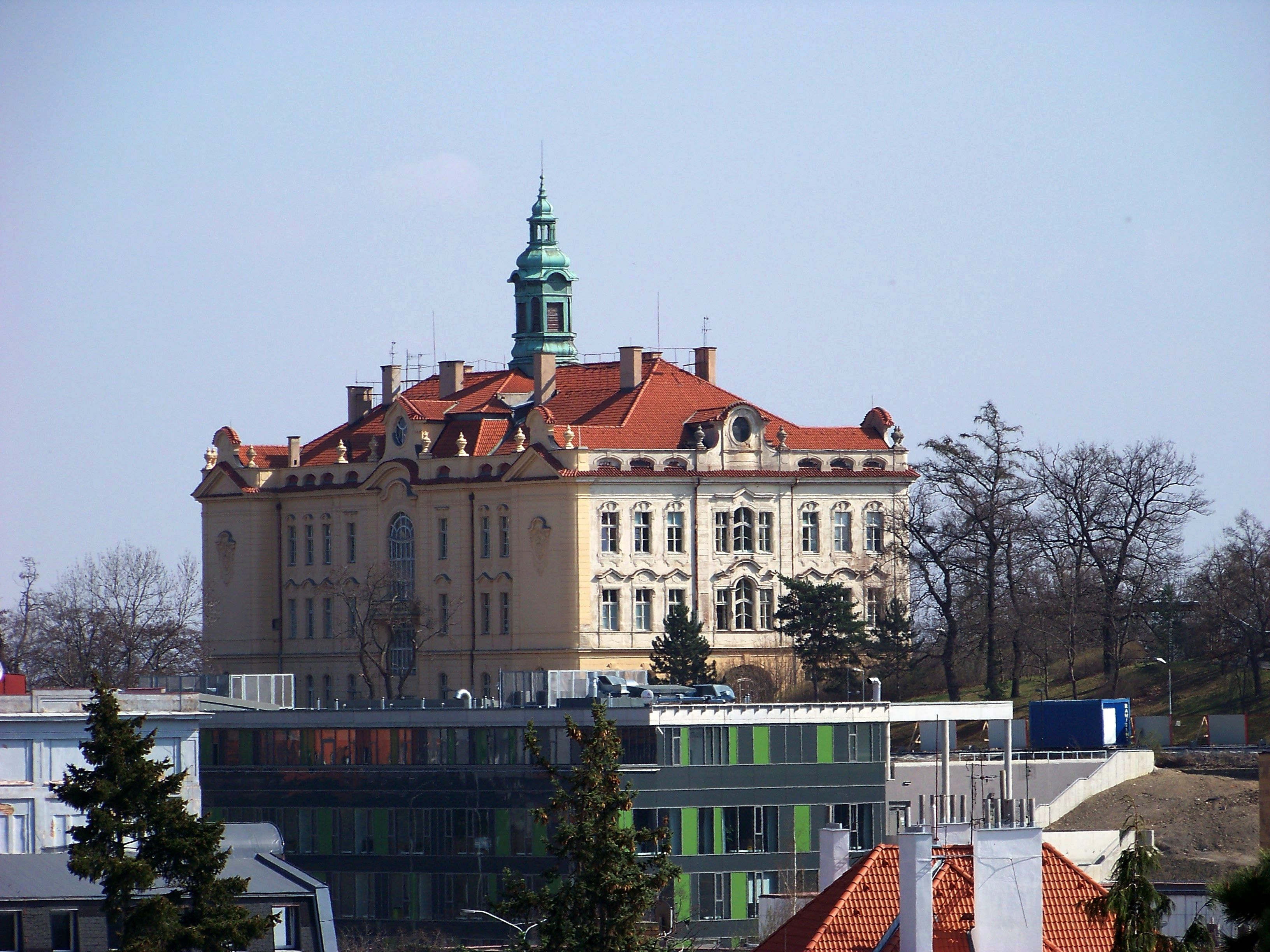
ویشهواتلنا

بیمارستان دانشگاهی بولووکا (چکی: Fakultní nemocnice Bulovka) یک مجتمع بیمارستانی آموزشی بزرگ در شهر پراگ است که بر روی تپه‌ای در کنار «وایت راک» در پراگ ۸-لیبن و در نزدیکی محله منحل‌شدهٔ بولووکا واقع شده‌است. چشمگیرترین ساختمان این مجموعه، ساختمان معروف نئو-روکوکوی بیمارستان به نام «ویشهواتلنا» است.